# Grevé
Grevé – szwedzki ser produkowany z krowiego mleka. Jest to ser półtwardy, wzorowany na szwajcarskim ementalerze; zawiera 30-40% tłuszczu i dojrzewa około 10 miesięcy. Charakteryzuje się jasnożółtym kolorem, zwartą konsystencją, dziurami o zróżnicowanej wielkości i rozmieszczeniu oraz łagodnym, orzechowym smakiem. Po raz pierwszy wyprodukowany został w 1964 w Örnsköldsviku.